# 野方次郎

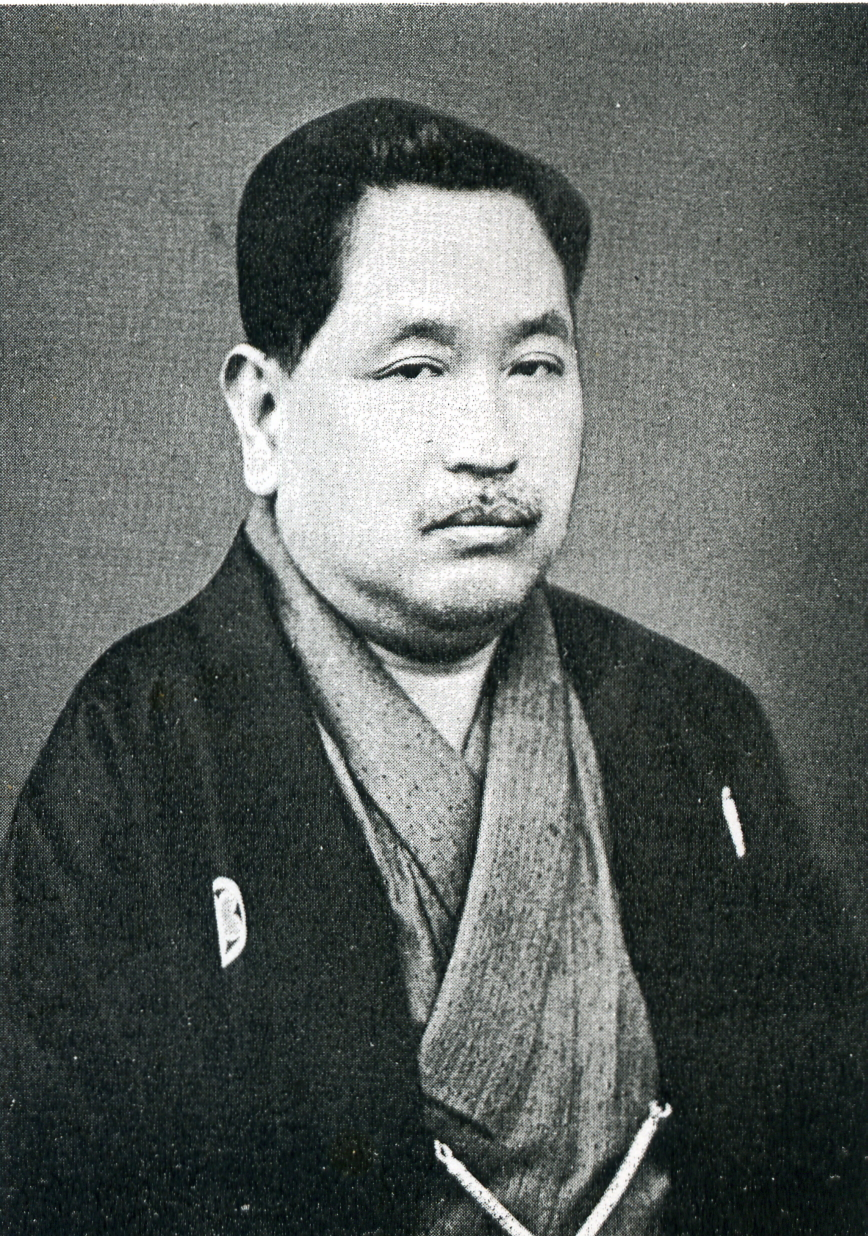
野方次郎

野方 次郎（のがた じろう、1876年（明治9年）2月10日 - 1956年（昭和31年）2月6日）は、日本の衆議院議員（立憲政友会）、医師。

## 経歴
静岡県田方郡韮山村（現在の伊豆の国市）出身。1897年（明治30年）、東京医学専門学校（現在の東京医科大学）を卒業。国立伝染病研究所で細菌学を修め、警視庁検疫委員を務めた。その後、東京帝国大学医科大学選科で病理学・内科・精神科を学び、1907年（明治40年）に修了した。神奈川県横浜市で開業し、神奈川県医師会代議員・常任理事、横浜市医師会代議員・常任理事、横浜市学校医会会長、神奈川県学校医会副会長を歴任した。
1919年（大正8年）と1928年（昭和3年）に神奈川県会議員に当選し、参事会員にも選ばれた。
1930年（昭和5年）、第17回衆議院議員総選挙に出馬し、当選。第18回、第20回でも当選を果たした。
その他、横浜日日新聞社社長、本牧中学校理事長、横浜盲人学校理事、栄養化学工業株式会社相談役などを務めた。